# フリードリヒ・パルロット

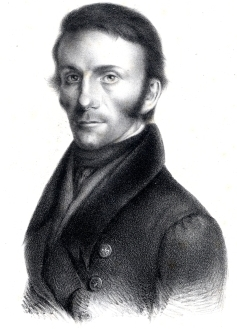
Johann Jakob Friedrich Wilhelm Parrot

ヨハン・ヤーコブ・フリードリヒ・ヴィルヘルム・パルロット（Johann Jacob Friedrich Wilhelm Parrot、1791年10月14日 – 1841年1月15日）はドイツの博物学者である。
カールスルーエで生まれた。父親は大学の物理学の教授で、ドルパート大学（現タルトゥ大学）の学長となるゲオルク・フリードリヒ・パルロット(Georg Friedrich Parrot)である。ドルパート大学で1807年から1814年の間、医学と自然科学を学んだ。1811年にモーリス・エンゲルハルトとともに、クリミアとコーカサスを旅し、気圧計を使い、カスピ海と黒海の水面の標高を測定した。大学に戻るとロシア陸軍の軍医助手に任じられ、1815年に軍医となった。1816年と1817年にアルプスやピレネー山地を訪れた。1821年にドルパート大学の生理学、病理学の教授、1826年に物理学の教授となり、1830年に副学長、1831年から1834年の間学長を務めた。
1829年にロシア政府の依頼で、ロシア・ペルシャ戦争の結果、ロシアの支配地域になった。コーカサスとアルメニアを調査探検した。その探検では10月にロシア士官らと行われた、『旧約聖書』のノアの箱舟の遺物を探索も含む、アララト山の初登頂も行われた。
マンサク科の Parrotia persica (DC.) C.A.Mey.や月のクレータの名に献名されている。

## 著作
- Reise in die Krim und den Kaukasus. Berlin 1815–18, 2 Bände
- Reise in die Pyrenäen. Berlin 1823
- Reise zum Ararat. Berlin 1834, 2 Bände